# Albert Béchard
Pour les articles homonymes, voir Béchard.
Albert Béchard (18 novembre 1922-28 avril 2002) est un notaire et homme politique canadien. Il a également été consul général du Canada en Louisiane (Nouvelle-Orléans) de 1979 à 1985.

## Biographie
Né à Saint-Alexis-de-Matapédia en Gaspésie, Albert Béchard entame sa carrière politique en devenant député du Parti libéral du Canada dans la circonscription de Bonaventure en 1962. Réélu en 1963, 1965 et dans Bonaventure—Îles-de-la-Madeleine en 1968, 1972 et 1974 il sert entre autres comme secrétaire parlementaire du secrétaire d'État de 1966 à 1968 et ensuite secrétaire parlementaire du ministre de la Justice et du Procureur général de 1970 à 1972.  